# ژنویو بوژو
ژنویو بوژو (فرانسوی: Geneviève Bujold‎؛ زادهٔ ۱ ژوئیهٔ ۱۹۴۲) یک هنرپیشه اهل کانادا است. وی از سال ۱۹۵۴ میلادی تاکنون مشغول فعالیت بوده‌است.
از فیلم‌ها یا برنامه‌های تلویزیونی که وی در آن نقش داشته‌است می‌توان به شباهت کامل، یک هزار روز از آن، دیشب، خانه بله، عالی‌جناب و چشم ناظر اشاره کرد.